# Buffières
Buffières är en kommun i departementet Saône-et-Loire i regionen Bourgogne-Franche-Comté i östra Frankrike. Kommunen ligger i kantonen Cluny som tillhör arrondissementet Mâcon. År 2022 hade Buffières 277 invånare.

## Befolkningsutveckling
Antalet invånare i kommunen Buffières
| Referens: INSEE |